# Subaru 1235
Il Subaru 1235 o Motori Moderni 1235 è un motore endotermico alternativo aspirato a ciclo Otto da competizione, realizzato dalla Motori Moderni per conto della Subaru per competere nel campionato mondiale di Formula 1 1990. Le sue principali caratteristiche erano la cilindrata di 3.5 litri e il frazionamento a 12 cilindri contrapposti.
È stato l'ultimo motore a cilindri contrapposti ad aver preso parte al mondiale di Formula 1.
Progettato da Carlo Chiti e pensato per la Formula 1, inizialmente è stato adottato sulla supercar giapponese Jiotto Caspita disegnata dalla Dome, mentre nella massima serie ha equipaggiato le vetture del team Coloni durante la stagione novanta, ma per via dei risultati deludenti la scuderia passò in seguito ai più convenzionali motori Cosworth.
Nel 1990 il propulsore italo-nipponico venne adoperato anche nelle gare Endurance del mondiale sport-prototipi sulla vettura di Gruppo C Alba AR20, confermando le prestazioni inadeguate che convinsero anche questa squadra a cambiare fornitore durante l'anno.
Una variante di questo motore fu realizzata specificatamente per le competizioni di motonautica offshore, grazie a una collaborazione tra Motori Moderni e l'azienda SCAM. Ribattezzato Motori Moderni Alloni 1229S tale nome rifletteva il contributo di Franco Alloni, tecnico SCAM che si occupò della realizzazione, la riduzione della cilindrata a 2.9 litri e l'adozione della sovralimentazione.

## Contesto
Durante gli anni ottanta i motori di Formula 1 subirono evoluzioni impressionanti per via del fatto che nel '77 la Renault introdusse motori turbo, che pur con cilindrate dimezzate rispetto ai motori aspirati, erano capaci di potenze enormi.
Tutti i costruttori si convertirono a questa tecnologia tanto che nel 1986 per decisione della FIA (Federazione Internazionale dell'Automobile), non erano ammessi motori diversi da quelli turbo.
Carlo Chiti era uno dei progettisti di motori di Formula 1 più esperti, con un passato glorioso alla Ferrari e all'Alfa Romeo, con la quale però aveva rotto i ponti decidendo di mettersi in proprio.
Chiti fondò a Novara la Motori Moderni, un'azienda specializzata nella progettazione e produzione di motori di Formula 1, e realizzò un V6 biturbo che venne fornito al team Minardi.
Ma per il 1989 la Federazione decise di bandire i motori turbo per ridurre i rischi dei piloti e le spese delle scuderie, quindi Chiti iniziò a lavorare ad un nuovo motore aspirato V12 con cilindrata massima di 3500 cm³ per ottemperare alle nuove norme.
Tuttavia entrò in scena la Subaru, che sulla scia dei successi dell'altro brand nipponico Honda decise di tentare l'avventura Formula 1, e Chiti fu costretto a modificare il progetto convertendo il motore da V12 a un 12 cilindri contrapposti, perché la Fuji Heavy Industries (proprietaria della Subaru) per motivi di marketing voleva che il motore di Formula 1 richiamasse i principi adottati sui propri motori di serie, che in realtà erano boxer e non a cilindri contrapposti.
Vista la collaborazione tra la Motori Moderni e la Minardi, i giapponesi pensarono di fornire i propri motori al team di Faenza, che dopo un test col nuovo motore a cilindri contrapposti decise di utilizzare dei motori Cosworth.
Quindi i giapponesi entrarono in affari con la scuderia Coloni che corse parte della stagione col propulsore italo-giapponese, prima di ripiegare sui più classici otto cilindri inglesi.

## Progetto
Come detto Carlo Chiti era intenzionato a realizzare un motore V12, ma la Subaru chiese di realizzare un motore a cilindri contrapposti.
Questo tipo di motori era già stato utilizzato in Formula 1, ma il loro uso era scemato dopo che, alla fine degli anni settanta, la Lotus introdusse i canali Venturi sotto la scocca per sfruttare l'effetto suolo ed incrementare l'efficienza aerodinamica delle sue vetture: tutti i costruttori pertanto abbandonarono l’architettura a cilindri contrapposti in favore dei motori a V, che offrivano un minore ingombro trasversale e lasciavano spazio per disegnare condotti Venturi sufficientemente grandi.
Chiti si era già occupato di questo tipo di motori: quando lavorava con l'Alfa Romeo infatti realizzò il 12 cilindri "piatto" che la casa milanese utilizzò nel mondiale marche e successivamente in Formula 1; lo stesso Chiti fu poi tra quei progettisti che convertì il 12 cilindri piatto in V12 quando fu necessario realizzare vetture ad effetto suolo.
Per l’esattezza la Subaru chiese a Chiti di disegnare un motore boxer, ma l'ingegnere toscano non aveva mai lavorato su tale soluzione: probabilmente questo lo portò alla scelta di realizzare un motore a cilindri contrapposti, ossia con una coppia di bielle sullo stesso perno di manovella, anziché separate come nei motori boxer.
Questa decisione fu determinante nel minare la competitività del motore, poiché rese necessario dotarlo di contralberi di equilibratura per bilanciarne le vibrazioni generate dal fatto che i pistoni si muovono nella stessa direzione, il che comportò una massa molto elevata, non solo intesa come peso del motore, ma come masse in movimento e quindi dissipazioni energetiche.
La pesantezza del motore fu aggravata dalla scelta di un frazionamento molto elevato: nello stesso periodo la maggior parte dei motori da competizione aveva otto cilindri, oppure dieci come nel caso dei propulsori Honda e Renault; solo Ferrari e Lamborghini puntavano sui 12 cilindri, ma l’architettura a V li rendeva decisamente più snelli.
Tra le altre cose, gli organi ausiliari richiedevano cinematismi di rinvio abbastanza complessi, che resero il sistema ancora più pesante; in aggiunta le leghe di alluminio adoperate non reggevano più il passo coi tempi, nei quali l’uso di leghe metalliche rare e materiali compositi era ormai consueto.
Vi erano però anche dei punti a favore del propulsore italo-nipponico, come ad esempio la soluzione audace di cercare di limitare il peso già elevato con un sistema di cinghie sincrone sia per il comando della distribuzione che degli organi ausiliari.
Per ottenere il massimo rendimento volumetrico con un riempimento ottimale dei cilindri, per le testate si decise di optare per lo schema plurivalvole con cinque valvole per cilindro di cui tre di aspirazione e due di scarico, una scelta tecnica sperimentale in quegli anni, che si dimostrò in realtà meno efficiente dello schema a 4 valvole per cilindro.
Per massimizzare questa soluzione venne adoperato un sistema molto avanzato di iniezione elettronica indiretta multipoint sviluppata dalla Magneti Marelli.
Nei primi test al banco il motore risultò poco potente per un propulsore di Formula 1 di quel frazionamento, registrando circa 559 cavalli, ma quando raggiunse l'apice dello sviluppo fu capace di erogare una potenza di 600 cavalli circa, ossia quasi 10 cavalli in più rispetto ai motori Cosworth DFR ad otto cilindri, ma comunque con una differenza negativa di quasi 60 cavalli rispetto ai migliori motori dell'epoca.
La Coloni utilizzò il motore Subaru nella prima parte di stagione, ma la monoposto (già di per sé di bassa fascia) non seppe mai superare le prequalifiche; inoltre quello che avrebbe dovuto essere un suo punto di forza, ossia un baricentro più basso grazie ad un motore piatto, rese la macchina imprevedibile e difficile da mettere a punto.
La Subaru, dal canto suo, si rivelò un partner inconsistente: l’apporto economico fu talmente ridotto (impedendo ogni velleità di sviluppo del motore) che la Coloni decise infine di rescindere il contratto coi nipponici per passare a una fornitura di motori Cosworth, i quali invece le permisero di superare le prequalifiche senza troppi problemi.